# Javier Mejías
Pour les articles homonymes, voir Mejías.
Mejías  Leal est un nom espagnol. Le premier nom de famille, en général paternel, est Mejías ; le second, en général maternel, souvent omis, est Leal.
Javier Mejías Leal, né le 30 septembre 1983 à Madrid, est un coureur cycliste espagnol.

## Biographie
Il est l'un des premiers diabétiques de type 1 à avoir participé à un grand tour[réf. nécessaire].

## Palmarès
- 2004
  - 2e du San Roman Saria
- 2005
  - 1re et 4e étapes du Tour d'Estrémadure
  - 2e et 4e étapes du Tour de la Bidassoa
  - 1re étape du Tour du Goierri
  - 2e de la Clásica Ciudad de Torredonjimeno
  - 2e de la Santikutz Klasika
- 2007
  - 1re étape du Tour de Chihuahua
- 2012
  - 3e du Grand Prix de Plumelec-Morbihan
- 2016
  - 2e du Tour de Corée

## Résultats sur les grands tours

### Tour d'Espagne
- 2007 : 50e

## Classements mondiaux
| Année            | 2010 | 2011   | 2012 | 2013 | 2014 |
| ---------------- | ---- | ------ | ---- | ---- | ---- |
| UCI America Tour | 180e | 214e   | nc   | nc   | 160e |
| UCI Europe Tour  | nc   | 1 283e | 371e | nc   | 967e |